# Jordanien i olympiska sommarspelen 2004
Jordanien i olympiska sommarspelen 2004 bestod av 8 idrottare som blivit uttagna av Jordaniens olympiska kommitté.

## Bordtennis
| Idrottare    | Gren      | Omgång 1             | Omgång 2             | Omgång 3             | Omgång 4             | Kvartsfinaler        | Semifinaler          | Final                |                  |
| Idrottare    | Gren      | Motståndare Resultat | Motståndare Resultat | Motståndare Resultat | Motståndare Resultat | Motståndare Resultat | Motståndare Resultat | Motståndare Resultat |                  |
| ------------ | --------- | -------------------- | -------------------- | -------------------- | -------------------- | -------------------- | -------------------- | -------------------- | ---------------- |
| Zeina Shaban | Damsingel | Medina (HON) W 4-3   | Zamfir (ROU) L 1-4   | Gick inte vidare     | Gick inte vidare     | Gick inte vidare     | Gick inte vidare     | Gick inte vidare     | Gick inte vidare |

## Friidrott
Herrar
Bana, maraton och gång
| Idrottare          | Gren      | Heat     | Heat      | Kvartsfinal      | Kvartsfinal      | Semifinal        | Semifinal        | Final            | Final            |
| Idrottare          | Gren      | Resultat | Placering | Resultat         | Placering        | Resultat         | Placering        | Resultat         | Placering        |
| ------------------ | --------- | -------- | --------- | ---------------- | ---------------- | ---------------- | ---------------- | ---------------- | ---------------- |
| Khalil Al-Hanahneh | 100 meter | 10.76    | 6         | Gick inte vidare | Gick inte vidare | Gick inte vidare | Gick inte vidare | Gick inte vidare | Gick inte vidare |

Damer
Bana, maraton och gång
| Idrottare       | Gren      | Heat     | Heat      | Kvartsfinal      | Kvartsfinal      | Semifinal        | Semifinal        | Final            | Final            |
| Idrottare       | Gren      | Resultat | Placering | Resultat         | Placering        | Resultat         | Placering        | Resultat         | Placering        |
| --------------- | --------- | -------- | --------- | ---------------- | ---------------- | ---------------- | ---------------- | ---------------- | ---------------- |
| Basma Al-Eshosh | 100 meter | 12.09 NR | 5         | Gick inte vidare | Gick inte vidare | Gick inte vidare | Gick inte vidare | Gick inte vidare | Gick inte vidare |

## Ridsport

### Hoppning
| Ryttare          | Häst   | Gren                 | Kval     | Kval      | Kval     | Kval     | Kval      | Kval     | Kval     | Kval      | Final            | Final            | Final            | Final            | Final            | Totalt           | Totalt           |
| Ryttare          | Häst   | Gren                 | Omgång 1 | Omgång 1  | Omgång 2 | Omgång 2 | Omgång 2  | Omgång 3 | Omgång 3 | Omgång 3  | Omgång A         | Omgång A         | Omgång B         | Omgång B         | Omgång B         | Totalt           | Totalt           |
| Ryttare          | Häst   | Gren                 | Straff   | Placering | Straff   | Totalt   | Placering | Straff   | Totalt   | Placering | Straff           | Placering        | Straff           | Totalt           | Placering        | Straff           | Placering        |
| ---------------- | ------ | -------------------- | -------- | --------- | -------- | -------- | --------- | -------- | -------- | --------- | ---------------- | ---------------- | ---------------- | ---------------- | ---------------- | ---------------- | ---------------- |
| Ibrahim Bisharat | Qwinto | Individuell hoppning | 13       | =63       | 9        | 22       | 51 Q      | 20       | 42       | 55        | Gick inte vidare | Gick inte vidare | Gick inte vidare | Gick inte vidare | Gick inte vidare | Gick inte vidare | Gick inte vidare |

## Taekwondo
| Idrottare     | Gren             | Åttondelsfinaler     | Kvartsfinaler        | Semifinaer              | Återkval             | Bronsmatch                 | Final                | Final     |
| Idrottare     | Gren             | Motståndare Resultat | Motståndare Resultat | Motståndare Resultat    | Motståndare Resultat | Motståndare Resultat       | Motståndare Resultat | Placering |
| ------------- | ---------------- | -------------------- | -------------------- | ----------------------- | -------------------- | -------------------------- | -------------------- | --------- |
| Ibrahim Kamal | Herrarnas +80 kg | Asidah (DEN) W 9–6   | Nguyen (VIE) W 9–7   | Nikolaidis (GRE) L 3–6  | Bye                  | Sagindjkov (KAZ) W 2–2 SUP | Gentil (FRA) L 2–6   | 4         |
| Nadin Dawani  | Damernas +67 kg  | Dudu (NGR) W 12–9    | Vezmar (CRO) W 5–4   | Baverel (FRA) L 3–3 SUP | Bye                  | Carmona (VEN) L 8–11       | Gick inte vidare     | 5         |